# Tisserand (kráter)

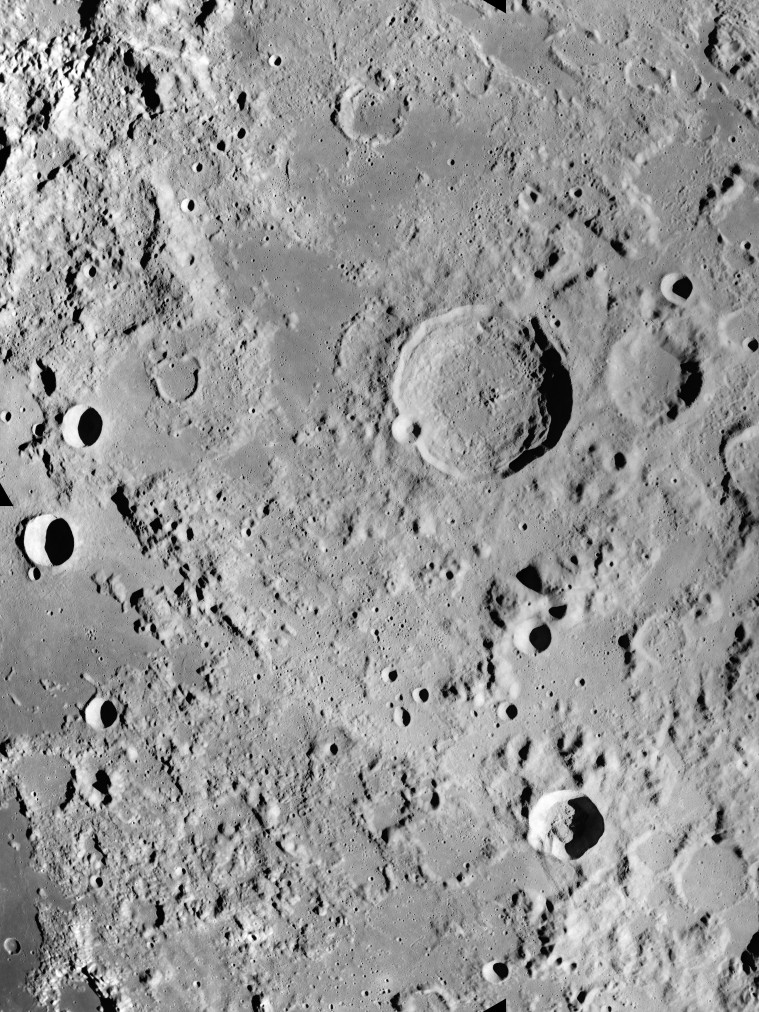
Největší kráter na fotografii je Macrobius, napravo od něj je Tisserand.

Tisserand je impaktní kráter nacházející poblíž severozápadního okraje Mare Crisium (Moře nepokojů) na přivrácené straně Měsíce. Má průměr 37 km, pojmenován je podle francouzského astronoma Françoise Félixe Tisseranda. Je nepravidelného tvaru.
Západně leží větší kráter Macrobius, jihojihozápadně Fredholm.

## Satelitní krátery
V okolí kráteru se nachází několik menších kráterů. Ty byly označeny podle zavedených zvyklostí jménem hlavního kráteru a velkým písmenem abecedy.
| Tisserand | Sel. šířka | Sel. délka | Průměr |
| --------- | ---------- | ---------- | ------ |
| A         | 20.4° S    | 49.4° V    | 24 km  |
| B         | 20.7° S    | 51.3° V    | 8 km   |
| D         | 21.7° S    | 49.4° V    | 7 km   |
| K         | 19.8° S    | 50.4° V    | 11 km  |